# Beilicat dels karàsides
El beilicat dels karàsides (també anomenat Karesi, Karasi, o Karesioğulları, o beilicat del Cap de l'Artaqui) va ser un dels beilicats d'Anatòlia entre 1299 i 1361 i estava situada aproximadament a la regió de la Mar de Màrmara, a l'actual Turquia, amb capital a Balikesri.
Fundat inicialment com un beilicat vassall del Beilicat dels germiyànides per un cap turcman anomenat Karasi, el 1299 se n'independitzà. El 1303 inicià el setge del Cap de l'Artaqui, però el setembre del 1303 les seves tropes foren derrotades i massacrades per la Companyia Catalana d'Orient en la batalla del riu Cízic.
L'escriptor romà d'Orient Ducas l'esmenta (al segle xv) com una de les que es van establir a Anatòlia sota l'emperador Andrònic II (1282-1328). Ramon Muntaner no l'esmenta en la seva relació de l'expedició dels almogàvers (1304-1306) ni apareix a la llista de principats establerta per Jordi Paquimeres abans del 1313. Paquimeres si que esmenta a començament del segle xiv un turcs establerts a la zona, i uns turcs anomenats Lamisai que no situa, i s'ha volgut identificar a aquests turcmans amb la tribu dirigida per Kalamès, pare de Karasi, però segurament els lamisai estaven situats a l'Anatòlia del sud o del centre. Si que se sap que una part dels turcs seguidors d'Izz al-Din Kaykaus que havien estat establert a la Dobrudja (els moderns gagaüsos) i s'havien fet cristians, van tornar a Mísia i Tràcia dirigits per un home anomenat Khalil i en contacte entre els dos costats de l'estret aquesta comunitat va retornar a l'islam, però la seva relació amb Karasi és desconeguda. Realment no se sap res del principat fins vers el 1330 i és possible que s'hagués format vers el 1301, una mica més tard que els altres.
Les fonts otomanes parlen el 1335 del príncep Adjlan Beg, fill de Karasi. Segons els otomans Adjlan Beg va deixar dos fills que es van disputar el país: el primer, Dursun, que tenia el suport del visir Hadji Ilbeki hauria cridat en ajut a Orhan l'otomà i li hauria promès una part del seu territori. Però Dursun fou assassinat pel seu germà i Orkhan llavors va annexionar tot el principat. Segons això els historiador proposen que Adjlan en realitat no era un fill de Karasi, sinó un títol d'aquest mateix; el fill no anomenat a les fonts otomanes però que tenia mala reputació, seria el Demir Khan d'Ibn Battuta al que aquest també atribueix mala reputació; així Dursun seria Yashki Khan, que en realitat vol dir 'el bon kan'. No obstant les fonts otomanes no són molt precises, ja que donen el 1335 com a data per a l'annexió quan se sap que posteriorment a aquesta data (vers 1359) hi havia un príncep de nom Sulayman, almenys com a vassall. Després ja no torna a aparèixer, i com que no fou restaurat per Tamerlà cal pensar que ja no hi havia família reial o estava molt vinculada als otomans.
Posteriorment, aquest beilicat fou el primer a ser capturat pel Beilicat d'Osman-oğlu, que més endavant donaria lloc a l'Imperi Otomà. La conquesta del Beilicat dels karàsides possibilità als otomans la posterior conquesta de les terres d'Europa i la captura final de Constantinoble.
La regió fou coneguda com a sandjak de Karasi fins al segle xix. Els limits d'aquesta divisió administrativa, que són ben coneguts al segle xvii, correspondrien a l'antic principat i eren: al nord la mar de Màrmara (part occidental) i l'estret dels Dardanels; a l'oest la mar Egea; al sud la vall del Bekir Çay; i a l'est els rius Simav Su i Susurlu. L'illa de Lesbos era romana d'Orient/genovesa. Del sandjak fou segregada la regió de Canakkale i els Dardanels (que foren part del principat) per formar un sandjak separat; el sandjak de Karasi tenia capital a Balıkesir i després de la separació de Canakkale va quedar amb una única sortida a la mar al golf d'Edremit, però el 1846 li fou incorporat el districte d'Erdek (abans de Brusa) que li va donar sortida a la mar de Màrmara i es va formar la província; El 1926 la província va canviar el nom de Karasi per província de Balıkesir.

## Llista d'emirs
- Karasi ibn Kalamès vers 1301-1328 o 1330
- Adjlun Beg vers 1328 o 1330
- ashki Khan vers 1328 o 1330-1345
- Dursun (Demir Khan?) vers 1345-1351
- Sulayman vers 1351-1361